# Хуарес, Бенито
Бени́то Па́бло Хуа́рес Гарси́я (исп. Benito Pablo Juárez García; 21 марта 1806 — 18 июля 1872) — мексиканский политический и государственный деятель, 26-й президент Мексики, национальный герой Мексики. Был известен как «мексиканский Джордж Вашингтон» — отец и строитель современной Мексики, отстоявший независимость страны и внедривший важные прогрессивные и антиклерикальные реформы.

## Биография

### Ранние годы
Бенито Пабло Хуарес Гарсия родился 21 марта 1806 года в бедной индейской сапотекской крестьянской семье в деревне Сан-Пабло-Гелатао. Рано (ещё до трех лет) осиротев, оказался под опекой дяди.
Зарабатывал себе на жизнь выпасом скота и работой в кукурузных полях, пока в 12 лет не поступил в школу Оахаки. Несмотря на неграмотность родителей, научился читать и писать у католических священников.
Чтобы прокормить себя, Хуарес работал слугой в доме Антонио Масы, который, заметив тягу мальчика к знаниям, вместе с францисканцем Антонио Салануэвой организовал его поступление в духовную семинарию.
После учёбы в семинарии поступил в Институт наук и искусств, где получил юридическое образование. По окончании института в 1834 году стал адвокатом, а в 1841 году — судьёй.
В 1843 году Бенито Хуарес женился на племяннице своего покровителя Маргарите Масе.
В 1847—1852 годах Хуарес был губернатором штата Оахака. Принимал активное участие в борьбе с США во время американо-мексиканской войны 1846—1848 годов.

### Буржуазная революция и антиклерикальные реформы

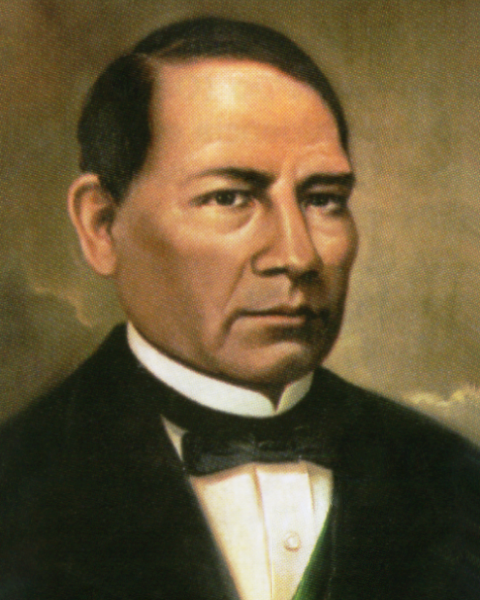
Бенито Хуарес.

С установлением в стране консервативной диктатуры генерала Санта-Анны в 1853 году Хуарес, будучи приверженцем либеральной политики и выступив против узурпатора, вынужден был покинуть страну и переехать в Новый Орлеан (США), где устроился работать на табачной фабрике. Хуарес с полковником Флоренсио Вильярреалем принял участие в разработке плана Аютлы — документа, призывающего к бойкоту Санта-Анны, и учреждении собрания по созданию новой конституции.
С началом буржуазной революции в 1854 году Хуарес возвратился в Мексику, где вступил в армию генерала Хуана Альвареса. После окончательного свержения в 1855 году диктатуры Санта-Анны Хуарес вошёл в состав нового правительства, в котором стал министром юстиции, народного образования и церковных дел временного президента Мексики Альвареса. Хуарес, как и Альварес, представлял левое крыло либералов — «пурос» (крайних). Их целью являлись экономическое развитие, справедливое распределение земли и богатств, секуляризация имущества, ликвидация привилегий церкви и армии, а период их правления получил название La Reforma.
Хуарес являлся инициатором и одним из авторов «закона о реформе», по которому все граждане провозглашались равными перед законом, церковь отделялась от государства, а церковное имущество национализировалось. После его принятия в ноябре 1855 года, недовольные законом консерваторы и часть правого крыла либералов — «модерадос» (умеренных) — произвели переворот, при этом архиепископ Мехико пригрозил отлучением от церкви всем, кто подчинится «закону Хуареса».
Однако контрреволюционное выступление было подавлено. Правительство Игнасио Комонфорта, принадлежавшего к умеренным либералам-модерадос, утвердило «закон Хуареса» и приняло по предложению министра финансов Мигеля Лердо де Техады «закон Лердо», запрещавший церковным и гражданским корпорациям владеть недвижимостью, а также ускоривший переход на условиях купли-продажи церковных земель и недвижимости в руки буржуазии и латифундистов. По «закону Лердо» ими была скуплена и значительная часть земель индейских общин, попавших под определение «гражданских корпораций».
Хуарес активно участвовал в подготовке новой конституции. Она вступила в силу 16 сентября 1857 года, в годовщину восстания Мигеля Идальго. В ней Мексика провозглашалась демократической представительной республикой, состоявшей из суверенных во внутренних делах штатов. Законодательная власть принадлежала избираемому на два года однопалатному конгрессу, а исполнительная — президенту, избираемому на срок в четыре года всеобщим голосованием. В конституции подтверждались положения законов Хуареса и Лердо. Духовенству запрещалось избираться в органы государственной власти. Конституция декларировала неприкосновенность частной собственности, свободу слова, печати, собраний, тайну переписки, запрещала рабство и пеонаж.

### Во главе страны в гражданскую войну

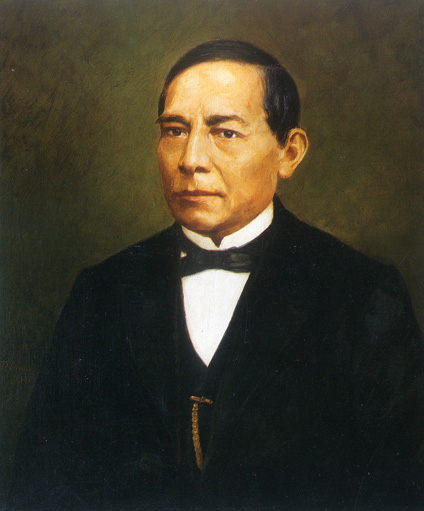
Портрет Бенито Хуареса работы Пелегрина Клаве, 1862 год.

Принятие конституции вызвало мятеж консерваторов и клерикалов в конце 1857 года. Комонфорт покинул страну, и бремя президентской власти легло на Хуареса, председателя Верховного суда и вице-президента. В 1858—1861 годах он возглавлял правительство Мексики. Поскольку столица страны находилась в руках правых мятежников, на чьей стороне была регулярная армия, Хуарес перевёл органы государственной власти в Веракрус, контролируя северо-западные и часть южных штатов. Тогда как католическая церковь и европейские страны активно вмешивались в конфликт на стороне консерваторов, США признали Хуареса легитимным президентом Мексики в 1859 году. Во время гражданской войны в США Хуарес подружился с американским президентом Авраамом Линкольном, дававшим ему советы насчёт установления демократии в Мексике.
В 1859 году, ещё до победы в гражданской войне, Хуарес принял законы об отделении церкви от государства и существенном ограничении церковных привилегий. Принятые в условиях военного времени, они также декларировали изъятие у церкви того имущества, которое она использует против общества — вместо выкупа церковного имущества предусматривалась его национализация. Провозглашалась свобода вероисповедания, распускались монастыри, братства и конгрегации, вводился гражданский брак, регистрация актов гражданского состояния передавалась государству. На протяжении последующих лет пребывания в должности, сопротивляясь римско-католической церкви, военным и консервативным противникам, президент Хуарес пытался создать современное гражданское общество, дав права коренному индейскому населению страны, а также построить капиталистическую экономику, основанную на североамериканской модели.
Несмотря на все более активную поддержку либералов широкими слоями населения и наличие в консервативном лагере кругов, не возражавших против прекращения войны, перевес консерваторов сказывался ещё некоторое время. В конце 1859 года их войска под командованием генерала Мигеля Мирамона, возглавлявшего в 1859—1860 годах консервативное правительство в Мехико, овладели обширной областью Бахио. В феврале они осадили Веракрус, но вскоре вынуждены были снять осаду. К середине 1860 года численность войск либералов значительно возросла, их организация, подготовка и оснащение значительно улучшились. В течение второй половины года они заняли главные города ряда штатов, блокировали Мехико и Пуэблу. 25 декабря либералы вступили в столицу, гражданская война окончилась их безоговорочной победой.
1 января 1861 года войска либералов взяли столицу, а в марте того же года Хуарес был легитимно избран президентом. Ему пришлось объявить амнистию для противников-консерваторов, чтобы прекратить их сопротивление — даже несмотря на то, что повстанцы продолжали убивать пленённых либералов, включая известного учёного и юриста Мельчора Окампо.
Государственная казна была пуста, и Хуарес приказал отсрочить на два года платежи по иностранным долгам. Во время гражданской войны правительство Мигеля Мирамона получило у швейцарского банкира Жеккера около 1 млн долларов, но по условиям займа оказалось должно 52 млн долларов. Правительство Хуареса отказалось признавать этот долг, ссылаясь на то, что Мирамон не имел соответствующих конституционных полномочий для заключения такого займа. В ответ в декабре 1861 года войска Великобритании, Испании и Франции высадили десант и захватили Веракрус.

### Сопротивление иностранной интервенции

Ход военных действий во франко-мексиканской войне

В 1861—1867 годах Хуарес руководил борьбой мексиканского народа против англо-франко-испанской интервенции. В ответ на мирные инициативы мексиканского правительства испанцы и англичане в апреле 1862 года вывели из страны войска, ослабленные эпидемией жёлтой лихорадки. Однако французы под началом Эли Фредерика Форе продолжили вторжение. На первых порах мексиканские войска под командованием Игнасио Сарагосы одержали при Пуэбле существенную победу над французскими интервентами (позднее этот день стал отмечаться как мексиканский национальный праздник — Пятое мая), но те в ответ увеличили численность своего экспедиционного корпуса.
После того как в 1863 году генерал Франсуа Базен вошёл в столицу, по приказу императора Франции Наполеона III был установлен марионеточный режим «Второй Мексиканской империи», правителем которой был провозглашён австрийский эрцгерцог Максимилиан Габсбург. 31 мая президент Хуарес и его правительство вновь были вынуждены покинуть Мехико и бежать на север страны. Правительство Хуареса вначале отступило в Сан-Луис-Потоси, затем эвакуировалось в Эль-Пасо-дель-Норте, Сьюдад-Хуарес и, наконец, в Чиуауа, не имея ни финансов, ни армии для сопротивления оккупантам. В течение двух следующих лет французы оккупировали все основные города Мексики и 11 декабря 1865 года захватили последнюю резиденцию Хуареса — Чиуауа.
Однако правительство Максимилиана было крайне непопулярно в мексиканском народе, что способствовало консолидации объединённых республиканских сил и их переходу к наступлению. Французские оккупанты потеряли каждого пятого солдата. В итоге давление США, протестовавших против нарушения доктрины Монро, заставило Францию вывести свои войска из Мексики. Оставшись без их поддержки, Максимилиан I попал в плен, был расстрелян по приговору военного трибунала, и в июле 1867 года Хуарес возвратился в столицу и упразднил монархию. В том же году он был вновь избран президентом и переизбран в 1871 году.

### Президент в мирное время

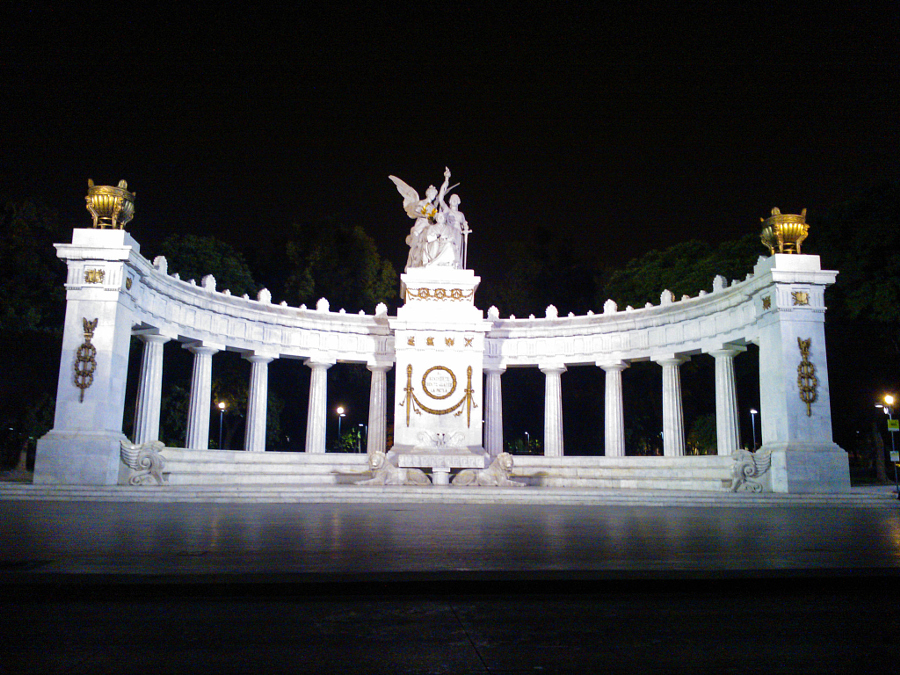
Монумент в честь Бенито Хуареса в Мехико

С 15 мая 1867 по 18 июля 1872 года Бенито Хуарес был единовластным президентом Мексики. Он усилил власть на местах, подчинив себе местных касиков. Две трети армии было распущено по домам без пенсий. Во время президентства Хуареса бывшие солдаты несколько раз поднимали восстания, которые были беспощадно подавлены. Недовольство выказывали провинциальные касики и клерикалы. Выразителем интересов этих групп стал один из организаторов антифранцузского сопротивления — генерал Порфирио Диас.
«Законы о реформе» отменили гильдейскую систему, сдерживавшую промышленность, начала развиваться торговля. Строились железные дороги, линия Веракрус — Мехико, задуманная ещё в 1837 году, была доведена до конца (открытие дороги произошло в 1873 году, уже при президенте Лердо де Техада). После падения империи Хуарес занялся проектом светского образования. Иезуитский колледж Сан-Ильдефонсо был преобразован в Национальную подготовительную школу, предназначавшуюся для подготовки учителей. Городским советам и владельцам асиенд было приказано строить начальные школы. Реформой системы образования должен был заняться Габино Барреда — поклонник философии позитивизма Огюста Конта. Впервые в Мексике было провозглашено бесплатное и обязательное начальное образование.

Мы должны так организовать нашу жизнь, чтобы удовлетворить все потребности крестьянина, производящего основные богатства страны. Наш долг позаботиться, чтобы трудящийся имел просторный дом, школу для своих детей и был застрахован на случай болезни и безработицы. Мне скажут, что это социализм. Что ж, это слово меня не пугает. Социализм — естественное стремление улучшить условия и свободное развитие физических и моральных качеств человека. Каждому по его способностям, по его делам, по его знаниям. Тогда исчезнут привилегированные классы и несправедливые преимущества.
— Бенито Хуарес

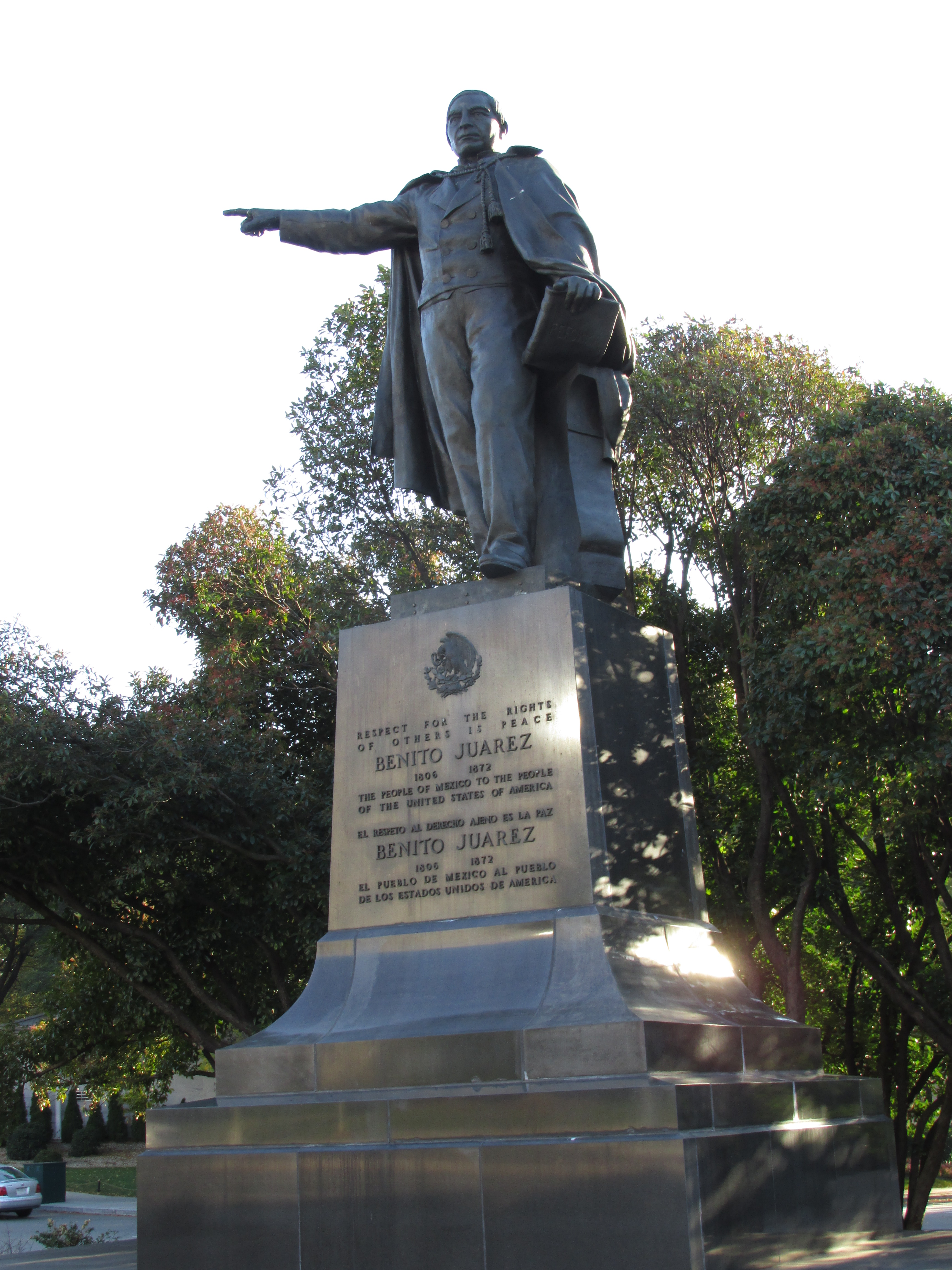
Статуя Бенито Хуареса, установленная в 1969 году в центре Вашингтона

В 1871 году должны были состояться очередные президентские выборы. Хуарес добивался нового переизбрания, против него выдвинули кандидатуры Порфирио Диас и Себастьян Лердо де Техада, сподвижник Хуареса, опиравшийся на чиновничество и губернаторов штатов. Либеральное течение распалось на хуаристов, порфиристов и лердистов. Ни один из трёх кандидатов не получил необходимого большинства. Выбор был предоставлен конгрессу, который поддержал Хуареса. Избрание Хуареса послужило поводом к мятежу, организованному сторонниками Диаса.
После подавления антиправительственных мятежей Порфирио Диаса и других оппонентов 18 июля 1872 году Хуарес скоропостижно скончался от сердечного приступа в 23:35 по местному времени.
Ему наследовал его министр иностранных дел Себастьян Лердо де Техада. Хуарес остался в народной памяти прогрессивным реформатором, стоявшим на защите демократии и национального суверенитета.

## Память
- Бенито Хуарес изображен на нескольких мексиканских купюрах: 50 песо (1973—1981 годов), 20 песо (1992—2009 годов), 500 песо (2019 года).
- Названия «Бенито-Хуарес» носят многие города и административные единицы в Латинской Америке.
- В 1939 году в США вышел фильм-мелодрама «Хуарес», главную роль в котором исполнил Пол Муни.
- В зале заседаний Палаты депутатов мексиканского Конгресса золотыми буквами (бронзой с позолотой) на Стене почёта высечено его имя и цитата[исп.]:

Среди людей, как и среди наций, уважение прав других — это мир
Оригинальный текст (исп.)Entre los individuos, como entre las naciones, el respeto al derecho ajeno es la paz.